# Nūr ad-Dīn ar-Rānīrī
Nūr ad-Dīn Muhammad ibn ʿAlī ar-Rānīrī (gest. am 21. September 1658) war ein islamischer Religionsgelehrter aus Gujarat, der während der Regierungszeit von Iskandar II. (reg. 1636–1641) am Hof des Sultanats von Aceh als Schaich al-Islām tätig war. Durch seine zahlreichen malaiischen Schriften trug er viel zur Entwicklung, des Malaiischen als islamischer Wissenschafts- und Gelehrtensprache bei. Ar-Rānīrī war im Fiqh Schafiit, in der Theologie Aschʿarit und gehörte dem ʿAidarūsīya-Orden an. Allerdings war er ein erbitterter Gegner der Wahdat-al-wudschūd-Lehre und verfolgte während seiner Zeit als Schaich al-Islām ihre Anhänger.

## Leben
Ar-Rānīrī stammte aus einer arabischen Familie aus dem Hadramaut, die in der Stadt Rānīr (heute: Rander) in Gujarat ansässig war und bereits Kontakte zum Hof in Aceh unterhielt. Sein Onkel war bereits von 1580 bis 1583 dort als Lehrer für Logik, Rhetorik, Ethik und Fiqh tätig gewesen. Durch den indischen Sufi Saiyid ʿUmar ibn ʿAbdallāh Bā Schaibān al-ʿAidarūsī wurde er in den ʿAidarūsīya-Orden eingeführt, der seine Lehren über die Silsila der Rifāʿīya auf den Propheten Mohammed zurückführt. In den Jahren 1620 bis 1621 machte er die Wallfahrt und verbrachte einige Zeit in Mekka und Medina. Danach lebte er wahrscheinlich eine Zeit in Pahang oder Aceh. Als Iskandar Thani 1637 zum Sultan von Aceh wurde, ernannte er ar-Rānīrī zum Schaich al-Islām. Ar-Rānīrī bekämpfte schon kurz nach seinem Amtsantritt die Anhänger des sumatranischen Sufis Schams ad-Dīn as-Samatrānī und ließ diese hinrichten.
1638 erhielt ar-Rānīrī von Sultan Iskandar Thani den Auftrag, das malaiische Werk Bustān as-Salāṭīn abzufassen. Als Iskandar II. 1641 starb, übernahm seine Witwe Safiyyat ad-Din die Herrschaft. Sie beauftragte ar-Rānīrī, das häresiographische Werk Tibyān fī maʿrifat al-adyān abzufassen. Ar-Rānīrī verfasste in dieser Zeit noch ungefähr ein Dutzend anderer Werke, bis er 1644 die Gunst am Hof verlor und nach Rānīr zurückkehrte. Dort lebte er die nächsten Jahre und verfasste noch drei arabische Werke. Er starb am 21. September 1658.

## Werke
- Ṣirāt al-Mustaqīm, malaiisches Werk, verfasst zwischen 1634 und 1641, zum Fiqh, das allerdings nur die gottesdienstlichen Regeln (ʿibādāt) behandelt.[7]
- Durrat al-Farāʾid bi-šarḥ al-ʿAqāʾid, malaiische Übersetzung von at-Taftāzānīs Kommentar zu der Bekenntnisschrift von ʿUmar Hafs an-Nasafī.[7]
- Bustān as-Salāṭīn fī ḏikr al-auwalīn wa-l-āḫirīn, siebenbändige malaiische Weltchronik, begonnen 1638, die auf der Grundlage von arabischen Quellen die Geschichte von der Schöpfung über die Propheten und muslimischen Herrscher des Vorderen Orients bis in die unmittelbare Gegenwart des Autors behandelt. Es war bis 1986 das umfangreichste malaiische Buch, das jemals geschrieben wurde.[1]
- Tibyān fī maʿrifat al-adyān, zwischen 1641 und 1644 verfasstes häresiographisches Werk nach dem Modell von Schahrastanis Kitāb al-Milal wa-n-Nihal, in dem sowohl außerislamische Religionen wie Judentum und Christentum als auch verschiedene islamische Gruppen besprochen werden.[8] Der Autor nutzte dieses Werk vor allem für Angriffe auf die Lehren der beiden sumatranischen Sufis Hamza Fansūrī und Schams ad-Dīn as-Samatrānī, die sich an Ibn Arabis panentheistischer Wahdat-al-wudschūd-Theorie orientierten und zu seiner Zeit am Hof von Aceh viele Anhänger hatten.[9] Ar-Rānīrī warf ihnen vor, wie die Dschahmīya die Anfangsewigkeit der Welt zu lehren, und wies dies aufgrund der koranischen Aussage, dass Gott der Schöpfer aller Dinge ist (z. B. Sure 13:16), als Unglauben zurück.[10] Faksimile-Edition in Voorhoeve: Twee Maleise geschriften van Nūruddīn ar-Rānīrī (1955).
- Aḫbār al-āḫira fī aḥwāl al-qiyāma, 1642 abgefasste Schrift zur Eschatologie. Das Werk, das besonders populär war, wurde ins Acehnesische und verschiedene andere indonesische Sprachen übersetzt.[11]
- Ḥuǧǧat aṣ-ṣiddīq li-dafʿ az-zindīq, kurze Abhandlung, abgefasst zwischen 1638 und 1641, in der die Unterschiede zwischen den Lehren der Mutakallimūn, der Sufis, der Philosophen und den Anhängern der Wahdat-al-wudschūd-Lehre hinsichtlich der Beziehung zwischen Gott und der Welt erklärt werden.[12] Faksimile-Edition in Voorhoeve: Twee Maleise geschriften van Nūruddīn ar-Rānīrī (1955), lateinschriftliche Edition mit englischer Übersetzung in al-Attas: Raniri and the Wujudiyyah of 17th century Aceh (1966).

## Belege
1. 1 2  al-Attas: A commentary on the Ḥujjat al-ṣiddīq of Nūr al-Dīn al-Rānīrī 1986, S. 48.
2. ↑  al-Attas: A commentary on the Ḥujjat al-ṣiddīq of Nūr al-Dīn al-Rānīrī 1986, S. 13f, 29.
3. ↑  al-Attas: A commentary on the Ḥujjat al-ṣiddīq of Nūr al-Dīn al-Rānīrī 1986, S. 4.
4. ↑  al-Attas: A commentary on the Ḥujjat al-ṣiddīq of Nūr al-Dīn al-Rānīrī 1986, S. 6.
5. ↑  al-Attas: A commentary on the Ḥujjat al-ṣiddīq of Nūr al-Dīn al-Rānīrī 1986, S. 8f.
6. ↑  al-Attas: A commentary on the Ḥujjat al-ṣiddīq of Nūr al-Dīn al-Rānīrī 1986, S. 12.
7. 1 2  al-Attas: A commentary on the Ḥujjat al-ṣiddīq of Nūr al-Dīn al-Rānīrī 1986, S. 25.
8. ↑  Vgl. zu diesem Werk Azyumardi Azra: The Origins of Islamic Reformism in Southeast Asia. Honolulu 2004. S. 68.
9. ↑  Vgl. Attas: Raniri and the Wujudiyyah. 1966,  12–15.
10. ↑  Vgl. Attas: Raniri and the Wujudiyyah. 1966, 28–30
11. ↑  al-Attas: A commentary on the Ḥujjat al-ṣiddīq of Nūr al-Dīn al-Rānīrī 1986, S. 27.
12. ↑  al-Attas: A commentary on the Ḥujjat al-ṣiddīq of Nūr al-Dīn al-Rānīrī 1986, S. 27f.

| Personendaten    | Personendaten                                                |
| ---------------- | ------------------------------------------------------------ |
| NAME             | ar-Rānīrī, Nūr ad-Dīn                                        |
| ALTERNATIVNAMEN  | ar-Rānīrī, Nūr ad-Dīn Muhammad ibn ʿAlī (vollständiger Name) |
| KURZBESCHREIBUNG | islamischer Religionsgelehrter                               |
| GEBURTSDATUM     | 16. Jahrhundert oder 17. Jahrhundert                         |
| GEBURTSORT       | Gujarat                                                      |
| STERBEDATUM      | 21. September 1658                                           |